# 3 CD Collector's Set
3 CD Collector's Set es un álbum recopilatorio de la cantante barbadense Rihanna. Lanzado por primera vez el 15 de diciembre de 2009 por Def Jam Recordings, se compone de los primeros tres álbumes de estudio de la cantante: Music of the Sun (2005), A Girl Like Me (2006) y Good Girl Gone Bad: Reloaded (2008). Incluye algunos de los mayores éxitos de Rihanna, incluyendo su primer sencillo «Pon de Replay» (2005), «SOS» (2006), «Unfaithful» (2006), «Umbrella» (2007), «Don't Stop the Music» (2007), «Take A Bow» (2008) y «Disturbia». Después de su lanzamiento, alcanzó la posición número 80 en la lista Billboard R&B/Hip-Hop Albums y permaneció en las listas para un total de dos semanas.

## Antecedentes y contenido
El 13 de noviembre de 2009 se anunció que Def Jam Recordings lanzaría un álbum recopilatorio de los tres primeros álbumes de estudio de Rihanna. El álbum recopilatorio acompañaría el lanzamiento de su entonces próximo cuarto álbum de estudio de Rihanna (2009). El material incluido en la recopilación fue grabado entre 2004 y 2008 en varios estudios de grabación en todo el mundo, incluyendo Roc the Mic Studios en Nueva York y Westlake Recording Studios en Los Ángeles, en donde Rihanna se ha grabado la mayor parte de su música.
La caja recopilatoria cuenta con los tres primeros álbumes individuales de la cantante en su embalaje original, empaquetados en un Jewel case. Un póster de doble cara con fotografías de la sesión de fotos de Rated R están incluidos.
El primer disco incluye el álbum de debut de Rihanna, Music of the Sun (2005), un álbum inspirado en música caribeña, que incorpora elementos del soca, dancehall, reggae, así como de dance-pop y R&B. Carl Sturken y Evan Rogers, Stargate, Vada Nobles y Poke & Tone fueron parte de los productores del álbum. El álbum contiene las voces de otros artistas como Kardinal Offishall, J-Status, y Vybz Kartel. Music of the Sun tuvo dos sencillos, el éxito internacional «Pon de Replay» y «If It's Lovin' That You Want». El segundo disco se compone de segundo álbum A Girl Like Me (2006). Musicalmente A Girl Like Me revela nuevos tipos de géneros musicales, en comparación con su álbum debut, aventurándose en un sonido más pop. Para la producción del álbum, Rihanna trabajó con Evan Rogers, Carl Sturken, Stargate, The Carter Administration, JR Rotem y el cantautor Ne-Yo. Cuatro sencillos fueron lanzados del álbum, incluyendo los éxitos internacionales SOS y «Unfaithful». «SOS» fue el primer número uno de Rihanna en el Billboard Hot 100. El tercer disco contiene la reedición Good Girl Gone Bad: Reloaded (2008). El álbum hace la partida del dancehall que tuvo una importante influencia en los materiales anteriores de Rihanna, y contiene música más dance y canciones orientadas a la balada, mientras que también incorpora en gran medida el pop y el dance pop. Christopher Stewart, Evan Rogers, Carl Sturken, Ne-Yo, Stargate, y Timbaland fueron parte de los productores con los cuales Rihanna colaboró en el álbum. Good Girl Gone Bad generó un total de ocho sencillos, cinco de la edición estándar del álbum y otros tres a partir de su relanzamiento. El primer sencillo «Umbrella» fue un éxito comercial masivo y alcanzó el número uno en más de trece países en todo el mundo. Se convirtió en el mayor éxito del álbum, habiendo vendido más de siete millones de copias en todo el mundo a partir de noviembre de 2009.

## Lanzamiento y recepción
El 3CD Collector's Set fue lanzado el 15 de diciembre de 2009 en Canadá y los Estados Unidos por la Def Jam Recordings. Más tarde fue lanzado por Universal Music Group en Alemania el 6 de abril de 2010 y el 7 de mayo de 2012 en el Reino Unido. Después de su lanzamiento debutó en el Top R&B/Hip-Hop Albums. Con el tiempo, alcanzó el puesto número 80 y permaneció en la lista dos semanas.

## Lista de canciones
| CD1 - Music of the Sun |                                                    |                                                                                  |          |  |
| N.º                    | Título                                             | Escritor(es)                                                                     | Duración |  |
| 1.                     | «Pon De Replay»                                    | Evan Rogers, Carl Sturken, Vada Nobles                                           | 4:06     |  |
| 2.                     | «Here I Go Again (con J-Status)»                   | Evan Rogers, Carl Sturken, J-Status, Rihanna Fenty                               | 4:11     |  |
| 3.                     | «If It's Lovin' That You Want»                     | Jean Claude Oliver, Samuel Barnes                                                | 3:28     |  |
| 4.                     | «You Don't Love Me (No, No, No) (con Vybz Kartel)» | Ellas McDaniel, Willie Cobbs                                                     | 4:20     |  |
| 5.                     | «That La, La, La»                                  | Full Force, D. Emile                                                             | 3:45     |  |
| 6.                     | «The Last Time»                                    | Evan Rogers, Carl Sturken                                                        | 4:53     |  |
| 7.                     | «Willing To Wait»                                  | Evan Rogers, Carl Sturken, Rihanna Fenty                                         | 4:37     |  |
| 8.                     | «Music Of The Sun»                                 | Diane Warren, Evan Rogers, Carl Sturken, Rihanna Fenty                           | 3:56     |  |
| 9.                     | «Let Me»                                           | Evan Rogers, Carl Sturken, Mikkel S. Eriksen, Tor Erik Hermansen, Makeba Riddick | 3:56     |  |
| 10.                    | «Rush (con Kardinal Offishall)»                    | Evan Rogers                                                                      | 3:09     |  |
| 11.                    | «There's A Thug In My Life (con J-Status)»         | E. Jordan                                                                        | 3:21     |  |
| 12.                    | «Now I Know»                                       | Evan Rogers, Carl Sturken, Rihanna Fenty                                         | 5:01     |  |
| 13.                    | «Pon De Replay (Remix) (con Elephant Man)»         | Evan Rogers, Carl Sturken, Alisha Brooks, Vada Nobles                            | 3:37     |  |

| CD2 - A Girl Like Me |                                                          |                                                                                                  |          |  |
| N.º                  | Título                                                   | Escritor(es)                                                                                     | Duración |  |
| 1.                   | «SOS»                                                    | Ed Cobb, Jonathan Rotem, Evan Bogart                                                             | 4:00     |  |
| 2.                   | «Kisses Don't Lie»                                       | Evan Rogers, Carl Sturken, Rihanna Fenty                                                         | 3:52     |  |
| 3.                   | «Unfaithful»                                             | Stargate, Mikkel S. Eriksen, Shaffer Smith                                                       | 3:48     |  |
| 4.                   | «We Ride»                                                | Mikkel S. Eriksen, Makeba Riddick                                                                | 3:56     |  |
| 5.                   | «Dem Haters (con Dwane Husbands)»                        | Evan Rogers, Carl Sturken, M. Hallim, V. Morgan, Michael Flowers, Aion Clarke                    | 4:19     |  |
| 6.                   | «Final Goodbye»                                          | Curtis Richardson, Luke McMaster, Charlene Gilliam                                               | 3:14     |  |
| 7.                   | «Break It Off (con Sean Paul)»                           | Sean Paul Henriques, Rihanna Fenty, Donovan Bennett, K. Ford                                     | 3:34     |  |
| 8.                   | «Crazy Little Thing Called Love (con J-Status)»          | Evan Rogers, Carl Sturken                                                                        | 3:23     |  |
| 9.                   | «Selfish Girl»                                           | Evan Rogers, Carl Sturken                                                                        | 3:38     |  |
| 10.                  | «P.S. (I'm Still Not Over You)»                          | Evan Rogers, Carl Sturken                                                                        | 4:11     |  |
| 11.                  | «A Girl Like Me»                                         | Evan Rogers, Carl Sturken, Rihanna Fenty                                                         | 4:18     |  |
| 12.                  | «A Million Miles Away»                                   | Evan Rogers, Carl Sturken                                                                        | 4:11     |  |
| 13.                  | «If It's Lovin' That You Want (Parte 2) (con Cory Gunz)» | Jean Claude Olivier, Samuel J. Barnes, Alaxsander Mosely, Scott Larock, Lawrence Parker, Riddick | 4:08     |  |

| CD3 - Good Girl Gone Bad: Reloaded |                                                 |                                                                                                   |          |  |
| N.º                                | Título                                          | Escritor(es)                                                                                      | Duración |  |
| 1.                                 | «Umbrella (con Jay-Z)»                          | Christopher Stewart, Terius Nash, Thaddis Harrell, Shawn Carter                                   | 4:35     |  |
| 2.                                 | «Push Up On Me»                                 | Jonathan Rotem, Makeba Riddick, Lionel Richie, Cynthia Weil                                       | 3:15     |  |
| 3.                                 | «Don't Stop the Music»                          | StarGate, Tawanna Dabney, Michael Jackson                                                         | 4:27     |  |
| 4.                                 | «Breakin' Dishes»                               | Christopher Stewart                                                                               | 3:20     |  |
| 5.                                 | «Shut Up and Drive»                             | Evan Rogers, Carl Sturken, Stephen Paul David Morris, Peter Hook, Bernard Sumner, Gillian Gilbert | 3:33     |  |
| 6.                                 | «Hate That I Love You (con Ne-Yo)»              | Shaffer Smith                                                                                     | 3:39     |  |
| 7.                                 | «Say It»                                        | Makeba Riddick, Neo Da Matrix, Ewart Brown, Clifton Dillon, Sly Dunbar, Brian Thompson            | 4:10     |  |
| 8.                                 | «Sell Me Candy»                                 | Makeba Riddick, Timothy Mosley                                                                    | 2:45     |  |
| 9.                                 | «Lemme Get That»                                | Timothy Mosley, Shawn Carter                                                                      | 3:41     |  |
| 10.                                | «Rehab»                                         | Justin Timberlake, Timothy Mosley, Hannon Lane                                                    | 4:54     |  |
| 11.                                | «Question Existing»                             | Shaffer Smith, Shea Taylor, Shawn Carter                                                          | 4:06     |  |
| 12.                                | «Good Girl Gone Bad»                            | Shaffer Smith, Lene Marlin                                                                        | 3:33     |  |
| 13.                                | «Cry»                                           | Mikkel S. Eriksen, Frankie Storm,                                                                 | 3:55     |  |
| 14.                                | «Disturbia»                                     | Robert Allen, Andre Merritt, Chris Brown, Brian Kennedy                                           | 3:59     |  |
| 15.                                | «Take A Bow»                                    | Mikkel S. Eriksen, Shaffer Smith                                                                  | 3:49     |  |
| 16.                                | «If I Never See Your Face Again (con Maroon 5)» | Adam Levine, James Valentine                                                                      | 3:18     |  |

## Posicionamiento
| País           | Lista (2009)           | Mejor posición |
| -------------- | ---------------------- | -------------- |
| Estados Unidos | Top R&B/Hip-Hop Albums | 80             |